# Френк Едкок
Сер Френк Езра Едкок (англ. Frank Ezra Adcock; 15 квітня 1886, м. Десфорд, Лестершир, Англія — 22 лютого 1968, Кембридж) — англійська історик, спеціаліст зі стародавньої Греції і стародавньому Риму. Професор давньої історії Кембриджського університету (1925—1951), член Британської академії (1936). Під час обох світових воєн працював в якості криптографа. Лицар-бакалавр.

## Академічна кар'єра
Закінчив Кембриджський Королівський коледж. З 1911 року викладав тут же античну історію. У 1925 обраний професором по кафедрі давньої історії (Chair of Ancient History) Кембриджського університету і займав посаду до 1951 року (аж до своєї відставки).
Був одним з редакторів першої версії «Кембриджської історії Стародавнього світу», (видавалася з 1923 по 1939 рік). Разом з С. А. Куком входив до складу редакційної колегії всіх дванадцяти томів цієї серії. Крім того, в даному виданні він написав десять глав.

## Криптографічна служба
Під час Першої світової війни працював шифрувальником в «Кімнаті 40». З 1939 по 1943 був співробітником Блетчлі-Парк (Bletchley Park, інакше Station X) — найбільшого британського аналітичного та шифрувального центру, що функціонував у період обох світових воєн.

## Праці Френка Едкока
- Thucydides and his history.
- Greek and Macedonian Art of War.
- Roman Political Ideas and Practice.
- The Roman Art of War under the Republic.
- Diplomacy in Ancient Greece.
- Marcus Crassus, millionaire.